# Список керівників держав 83 року

## Європа
- Боспорська держава — цар Рескупорід II (68-90)
- Дакія — цар Дурас (68-87)
- Ірландія — верховний король Туатал Техтмар (76-106)
- Римська імперія
  - імператор  Доміціан (81-96)
    - консул Доміціан (83)
    - консул Квінт Петіллій Церіал (83)
      - легат Римської Британії Гней Юлій Агрікола (78-84)
      - Нижня Германія — Секст Юлій Фронтін (80-83)

## Азія
- Бану Джурам (Мекка) — шейх Абд аль-Масих (76-106)
- Велика Вірменія — цар Трдат I (62-88)
- Диньяваді — Вадха Ку (68-90)
- Іберійське царство — цар Картам (75-106)
- Індо-парфянське царство (Маргіана) — Сас (80-87)
- Китай
  - Династія Хань — імператор Лю Да (Чжан-ді) (75-88)
- Корея
  - племінний союз Кая — Суро
  - Когурьо — тхеван (король) Тхеджохо (53-146)
  - Пекче — король Кіру (77-128)
  - Сілла — ісагим (король)  Пхаса (80-112)
- Кушанська імперія — Віма Такто (80-105)
- Набатейське царство — цар Раббель II Сотер (70-106)
- Осроена — цар Абгар VI (71-91)
- Персія
  - Парфія — шах Пакор II (78-105)
- Царство Сатаваханів
  - магараджа Пуріндрасена Сатавахана (62-83)
  - магараджа Сундара Сватікарні (83-84)
- Сипау (Онг Паун) — Сау Кам Монг (72-110)
- Хим'яр — цар  Йюхакам (80-85)
- Шрикшетра — Атитайя (80-83)
- Японія — тенно (імператор) Кейко (71-130)
  - прокуратор Юдеї — Сальвіден (80-85)
  - Лікія і Памфілія — Гай Карістаній Фронто (81-84)

## Африка
- Царство Куш — цариця Аманікаташан (62-85)
  - префект Єгипту Гай Теттій Кассіан Приск (80-83)